# Epiphyllum grandilobum
Az Epiphyllum grandilobum egy epifita kaktusz, melyet kultúrában nagyon ritkán lehet csak megtalálni.

## Elterjedése és élőhelye
Costa Rica (La Hondura); Honduras; Panama; atlantikus nedves erdőkben 250–900 m tszf. magasságban.

## Jellemzői
1 m-nél hosszabb hajtású, szabálytalanul elágazó növény. Idősebb ágai megvastagodnak és elfásodnak. Szártagjai 150–250 mm szélesek, világoszöldek, mélyen karéjosak, a középér kiemelkedő. Virágai legfeljebb 300 mm hosszúak, 125 mm átmérőjűek, fehérek. A külső szirmok zöldessárgák, a belsők krémfehérek-áttetszők. Porzói és a bibe fehér. Vörös termésének a pulpája is vöröses színű.